# 존 반 시터스
존 반 시터스(John Van Seters, 1935년 5월 2일 ~ 2025년 4월 9일)는 캐나다의 구약학자이자 고대 근동 학자이다. 노스캐롤라이나 대학교에서 제임스 A. 그레이 성서 문학 교수였다. 예일 대학교에서 근동학 박사 학위(1965년)를 받았고, 로잔 대학교에서 신학 명예 박사 학위(1999년)를 받았다. 구겐하임 펠로십, NEH 펠로십, 미국 학술단체협의회 펠로십, 그리고 옥스퍼드, 케임브리지, 루뱅 가톨릭 대학교, 남아프리카 국립 연구 재단의 연구 펠로십을 받았다.
반 시터스는 2025년 4월 9일, 89세의 나이로 워털루 (온타리오주)에서 사망했다.

## 학력
반 시터스는 미국의 해밀턴, 온타리오주에서 태어났다. 토론토 대학교에서 근동학 학사 학위(1958년, 우등)를 받았고, 예일 대학교에서 근동학 대학원 학위(1959년 석사, 1965년 박사)를 받았다. 또한 프린스턴 신학교에서 신학 학위(1962년 신학사)를 받았다.

## 경력
반 시터스의 첫 학술 임용은 캐나다 온타리오주 워털루의 워털루 루터 대학교(현 윌프리드 로리에 대학교)에서 근동학과의 조교수(1965–67)였다. 그 후 앤도버 뉴턴 신학대학(매사추세츠주 뉴턴)에서 구약학 부교수로 임용되었고(1967–70), 그곳에서 토론토 대학교 근동학과에 있는 그의 모교로 돌아왔다(1970–77). 1977년 채플힐 노스캐롤라이나 대학교 종교학과의 제임스 A. 그레이 성서 문학 교수 직위를 수락했다(1977–2000). 2000년에 인문학 석좌교수(명예)로 은퇴하고 캐나다로 돌아와 온타리오주 워털루에 거주했다.

## 연구 및 출판물
반 시터스의 박사 학위 논문은 힉소스 문제에 관한 것이었고(예일, 1965), 《The Hyksos: A New Investigation》(1966)으로 출판되었다. 이 책은 기원전 2천년대 중반 이집트의 이방 통치자들에 대한 통설에 여러 가지 점에서 이의를 제기했다. 그들의 기원에 관해서 통설과 다르게 북시리아와 아나톨리아에서 온 후르리인이 아니었으며, 전차와 말로 이집트를 침략하지 않았고, 그들의 수도 아바리스는 타니스 근처에 위치하지 않았다고 주장했다. 대신, 이 이방인들은 남팔레스타인에서 왔으며, 이집트 제2중간기의 정치적 분권화 시기에 동부 델타로 이주하여 결국 힉소스 이집트 왕국의 수도인 아바리스를 텔 엘-다브아에 세웠다. 이 모든 것은 나중에 텔 엘-다브아와 와디 투밀라트의 텔 엘-마스쿠타에서의 고고학적 발굴로 확인되었는데, 와디 투밀라트는 아시아에서 이집트로 들어오는 육로 중 하나였다.
반 시터스의 《Abraham in History and Tradition》(1975)은 아브라함과 다른 성경의 족장들의 역사적 존재나 창세기에 묘사된 메소포타미아에서의 기원과 그들의 업적 및 여정의 역사적 신뢰성을 뒷받침할 설득력 있는 증거가 존재하지 않는다고 주장한다. 이 책은 지난 50년간 고고학적 기록이 창세기에 담긴 역사의 본질적인 진실을 확인했다고 주장했던 윌리엄 F. 올브라이트의 최대주의적 성서 고고학 학파와, 창세기가 기록된 책이 쓰여지기 전에 구전 전통을 통해 전해진 이스라엘인들의 유효한 사회적 선사 시대의 핵심을 담고 있다고 주장했던 알브레히트 알트와 마르틴 노트의 "전통사" 학파를 모두 비판한다.
책의 두 번째 부분에서 반 시터스는 모세오경(창세기, 출애굽기, 레위기, 민수기, 신명기)의 기원에 대한 자신만의 이론을 제시했는데, 마르틴 노트와 함께 신명기가 신명기에서 열왕기 끝까지 이어지는 역사의 원래 시작 부분이라고 주장했다. 그러나 노트와 다른 학자들과 달리, 창세기, 출애굽기, 민수기에 있는 가장 오래된 문학적 자료인 소위 야훼문서가 기원전 6세기에 더 오래된 신명기 역사서의 서문으로 쓰여졌고, 모세오경의 소위 제사장 문서는 이 역사의 나중 보충 자료라고 주장했다. 이러한 접근 방식은 이전 모세오경 연구 시대의 "보충가설"을 되살린 것이었다. 보충가설은 반 시터스의 여러 후기 저작에서 확장되고 또한 방어되었다. 취리히의 한스 하인리히 슈미트와 하이델베르크의 롤프 렌토르프가 1976년과 1977년에 출판한 유사한 수정주의적 저작들과 함께, 이는 모세오경 비평에서 주요한 재평가를 이끌었다. 《Abraham in History and Tradition》은 토머스 L. 톰슨의 《The Historicity of the Patriarchal Narratives》와 함께 성서 학문과 고고학에 패러다임의 전환을 가져왔고, 이는 점차 학자들이 족장 이야기를 더 이상 역사적인 것으로 간주하지 않게 만들었다.
반 시터스는 이어서 고대 역사학에 대한 주요 비교 연구인 《역사를 찾아서: 고대 세계의 역사학과 성서 역사의 기원》(1983)을 출판했고, 이 책으로 미국 역사학회의 제임스 H. 브레스티드 상(1985)과 미국 종교학회 역사학 도서상(1986)을 수상했다. 이 책은 헤로도토스 시대까지의 초기 그리스 역사학과 다양한 메소포타미아, 히타이트, 이집트, 레반트 역사학 장르를 비교 연구하여 고대 이스라엘에서 역사학이 어떻게 발전했는지 이해하는 배경으로 삼았다. 여호수아기부터 열왕기하까지의 소위 신명기적 역사에 대한 비판적인 문학 분석에 특별한 주의를 기울였다.
반 시터스는 역사학에 대한 그의 강한 관심과 모세오경 비평에 대한 그의 수정주의적 작업을 결합하여, 기원전 6세기 바빌론 유수 동안 바빌로니아 문명의 영향을 받아 이스라엘의 기원에 대해 쓴 "골동품 연구가"로서의 야훼문서에 대한 상세한 연구를 수행했다. 이 연구는 《역사의 서곡: 창세기의 역사가로서의 야훼문서》(1992)와 《모세의 삶: 출애굽기-민수기의 역사가로서의 야훼문서》(1994)에 반영되어 있다.
모세오경 연구에 관한 대부분의 학생용 핸드북은 특정 방법론적 접근 방식이나 사상 학파에 전념하며 성경의 구성 역사에 대한 대안 이론을 대부분 무시한다. 반 시터스의 입문서인 《모세오경: 사회과학 주석》(1999)은 20세기 말 모세오경 연구의 복잡한 상태를 요약하고, 그의 사회역사적 및 문학적 모세오경 비평 방법론을 이러한 학술적 맥락 속에 위치시키려 시도한다.
모세오경의 야훼문서 자료를 신명기보다 후대로 보는 연대 측정은 모세오경의 율법 역사에 심각한 함의를 지닌다. 이는 출애굽기 21-23장의 소위 언약법을 신명기보다 이전이 아닌 이후로 연대를 측정하는 것을 의미하며, 히브리어 율법의 발전에서 중대한 재평가를 시사한다. 반 시터스는 《디아스포라를 위한 율법서: 언약법 연구의 개정》(2003)에서 성경 법전들 사이의 율법 역사에 대한 바로 그러한 재평가를 시도한다.
히브리어 성경 전반과 모세오경 특히 문학 비평의 기초 개념 중 하나는 작든 크든 다양한 문학적 구성 요소가 현대적 의미의 저자라기보다는 교정자나 편집자에 의해 조합되었다는 생각이다. 또한, 이 편집 과정은 전체 성경 코퍼스가 초기 로마 시대에 확정적인 "정경적" 형태에 도달할 때까지 계속되었다고 여겨진다. 반 시터스는 그의 가장 급진적인 저서인 《편집된 성경: 성경 비평에서 "편집자"의 기묘한 역사》(2006)에서 18세기 후반 고전 및 성경 연구에 도입된 고대 편집자라는 개념을 완전히 해체하려 한다. 이 연구는 고전 및 성경 학문 모두에서 고등 및 하등 비평에 "교정자"를 사용한 오랜 역사를 추적하며, 고전 및 성경 텍스트의 재현을 담당하는 학술 편집자는 16세기에야 등장했다고 결론짓는다. 그러한 편집자들은 고대 문학에 적용될 때 완전히 시대착오적이라고 본 것이다.
일부 사람들은 다윗 이야기의 일부를 고대 이스라엘 역사학의 정점이자 솔로몬 "계몽주의"의 산물로 간주한다. 따라서 이는 다윗-솔로몬 시대의 역사를 이해하는 데 필수적인 것으로 여겨진다. 반 시터스는 《다윗 왕의 성경 이야기》(2009)에서 다윗 이야기가 10세기 예루살렘의 작은 정착지 조건을 반영하지 않는다고 주장한다.

## 영예
- 우드로 윌슨 펠로십 (1958) – 예일 대학교 대학원 연구를 위해 수여됨.
- 아우구스타-해저드 펠로십 – 1964년 10월부터 1965년 5월까지 근동 연구 및 여행을 위해 예일 대학교에서 수여됨.
- 캐나다 의회 연구 지원금 – 1973년 1월 ~ 6월
- 존 사이먼 구겐하임 기념상 – 1979–1980
- 인문학을 위한 국립 기금 – 1984년, 1989년 여름 대학 교사 세미나 감독
- 인문학을 위한 국립 기금 연구 펠로십 및 오리엘 칼리지, 옥스퍼드 방문 연구 펠로십 – 1985–86
- 미국 역사학회의 제임스 H. 브레스티드 상(1985) 및 미국 종교학회 역사학 도서상(1986) 수상, 《역사를 찾아서》(예일 대학교 출판부, 1983)로.
- 미국 학술단체협의회 연구 펠로십 및 피츠윌리엄 칼리지, 케임브리지 방문 연구원 – 1991–92
- 루뱅 가톨릭 대학교 선임 연구원 – 1998년 1월 ~ 6월
- 스위스 로잔 대학교에서 신학 명예 박사 학위 수여 – 1999
- 기념 논문집으로 영예를 얻음 — Historiography in the Ancient World and in the Bible: Essays in Honour of John Van Seters, (스티븐 매켄지, 토마스 뢰머, 편; 베를린 및 뉴욕: W. de Gruy터, 2000).
- 남아프리카 국립 연구 기금 외국인 연구원 – 2002년 8월 ~ 9월
- 남아프리카 구약학회 명예 회원 – 2003
- 《디아스포라를 위한 율법서》(옥스퍼드 대학교 출판부, 2003)로 R.B.Y. 스콧 도서상(캐나다 성경 연구 학회, 2003) 수상.

마르퀴스 인명사전, 미국 인명사전, 세계 인명사전에 생애 프로필 등재.

## 일부 출판물 서평
- "A Law Book for the Diaspora: Revision in the Study of the Covenant Code" (Eckart Otto의 RBL 서평)
- "The Edited Bible: The Curious History of the "Editor" in Biblical Criticism (Eckart Otto의 RBL 서평)
- "The Pentateuch: A Social Science Commentary (Jan A. Wagenaar의 RBL 서평)

## 서지
- 존 반 시터스, 《The Hyksos: A New Investigation》, 예일 대학교 출판부, 1966.[5]
- 존 반 시터스, 《Abraham in History and Tradition》, 예일 대학교 출판부, 1975.
- 존 반 시터스, 《역사의 서곡: 창세기의 역사가로서의 야훼문서》, 웨스트민스터 존 녹스 출판부, 1992.
- 존 반 시터스, 《모세의 삶: 출애굽기-민수기의 역사가로서의 야훼문서》, 코크 파로스 출판사, 1994.
- 존 반 시터스, 《모세오경: 사회과학 주석》, 셰필드 아카데믹 출판부, 2001 (3판 2015).
- 존 반 시터스, 《편집된 성경: 성경 비평에서 '편집자'의 기묘한 역사》, 아이젠브라운스, 2006.
- 존 반 시터스, 《다윗 왕의 성경 이야기》, 펜실베이니아 주립 대학교 출판부, 2009.
- 존 반 시터스, 《야훼문서: 이스라엘 기원의 역사가》, 펜실베이니아 주립 대학교 출판부, 2013.
- 존 반 시터스, 《성경 학자로서의 나의 삶과 경력》, 윕프 앤 스톡, 2018.